# HD64784
HD64784 — подвійна зоря. 
Ця подвійна система має видиму зоряну величину в смузі V приблизно 7,6.
Вона розташована на відстані близько 1136,4 світлових років від Сонця.

## Подвійна зоря
Головна зоря цієї системи належить до хімічно пекулярних зір й має спектральний клас B9.
В той же час спектральний клас іншої компоненти залишається  ще не визначеним.

## Фізичні характеристики
Телескоп Гіппаркос зареєстрував фотометричну змінність  даної зорі з періодом    4,01 доби в межах від  Hmin= 7,51 до  Hmax= 7,46.